# Lasionemopoda hirsuta
Lasionemopoda hirsuta är en tvåvingeart som först beskrevs av Meijere 1906.  Lasionemopoda hirsuta ingår i släktet Lasionemopoda och familjen svängflugor. Inga underarter finns listade i Catalogue of Life.